# Pregunta de recerca
Una pregunta de recerca és "una pregunta que un projecte de recerca es proposa respondre". L'elecció d'una pregunta de recerca és un element essencial tant de la recerca quantitativa com qualitativa. La investigació requerirà la recollida i l'anàlisi de dades. Les bones preguntes de recerca pretenen millorar el coneixement sobre un tema important, i solen ser específiques.
Per formar una pregunta de recerca, cal determinar quin tipus d'estudi es realitzarà, com ara un estudi qualitatiu, quantitatiu o mixt. Factors addicionals, com ara el finançament del projecte, poden no només afectar la pregunta de recerca en si, sinó també quan i com es forma durant el procés de recerca. La literatura suggereix diverses variacions en la selecció de criteris per construir una pregunta de recerca, com ara els mètodes FINER o PICOT.